# Pedipalp

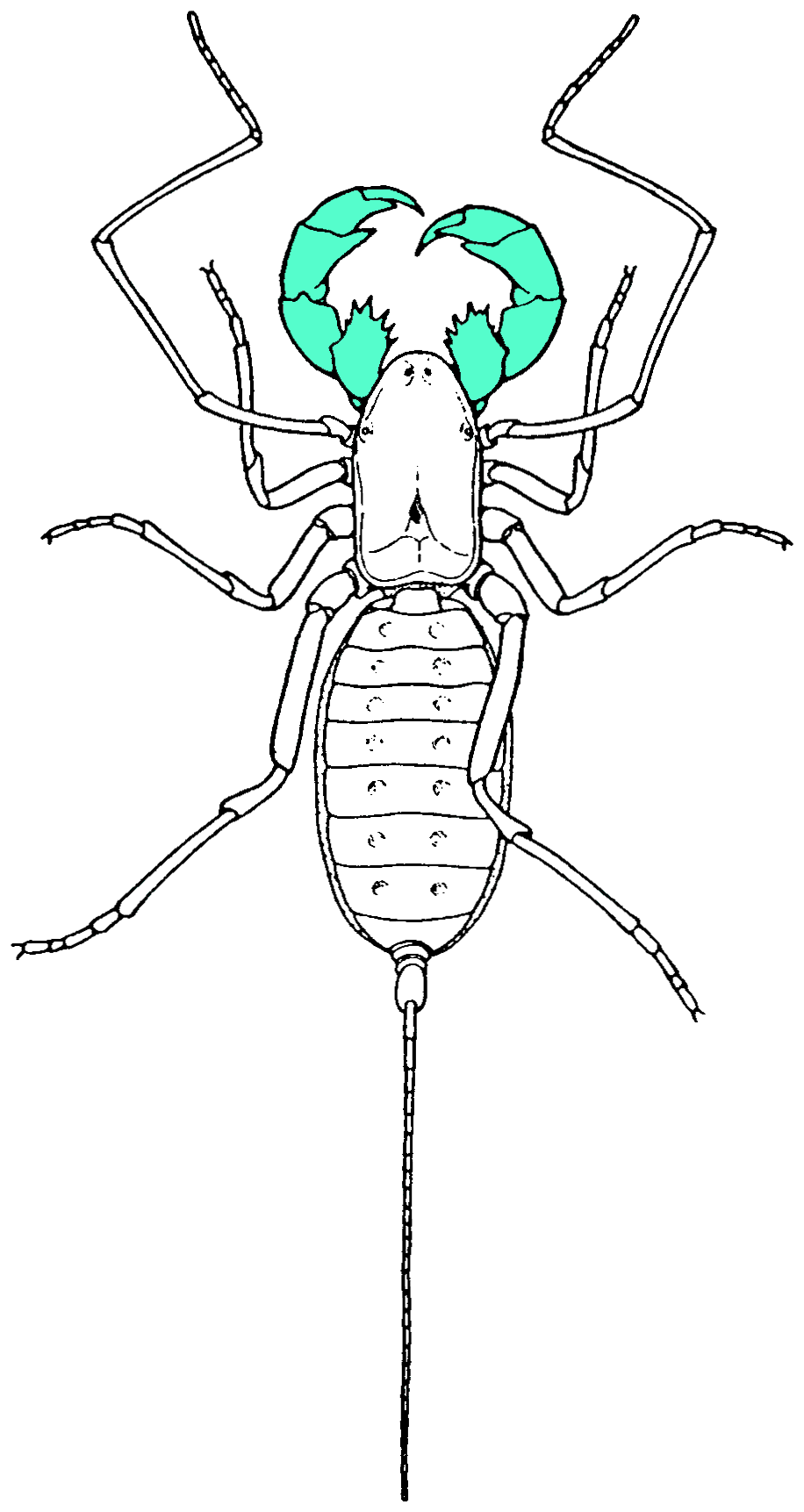
Thelyphonida, en vista dorsal i els pedipalps de color verd

Els pedipalps són un parell d'apèndixs dels quelicerats dels aràcnids araneids.
Consten de sis artells; el més basal és la coxa, seguida del trocànter, fèmur, patel·la, tíbia i tars. Les coxes sovint tenen expansions anomenades gnatobases, situades al costat de la boca i fan de peces bucals addicionals, ja que ajuden a processar l'aliment, també tenen una funció defensiva i tàctil. Hi ha, per evolució, una gran radiació de formes i funcions dels pedipalps

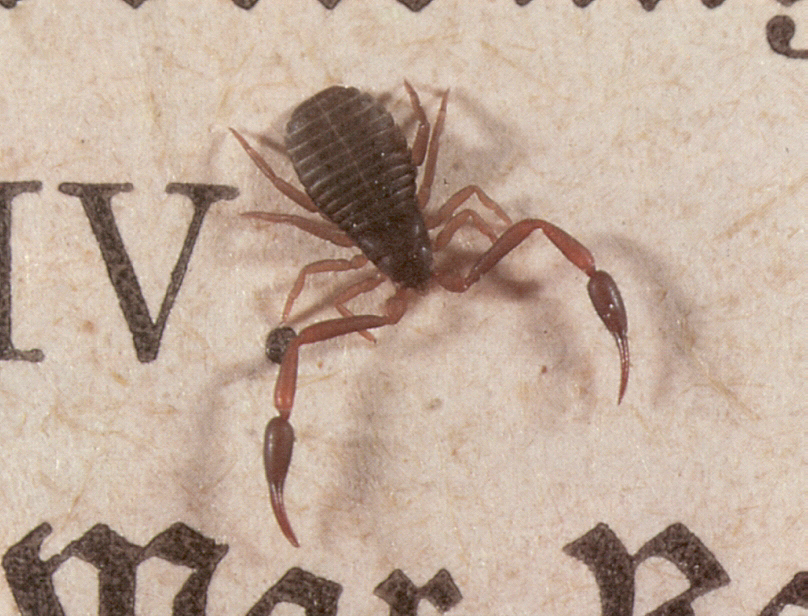
Pseudoescorpí amb grans pedipalps acabats en pinça
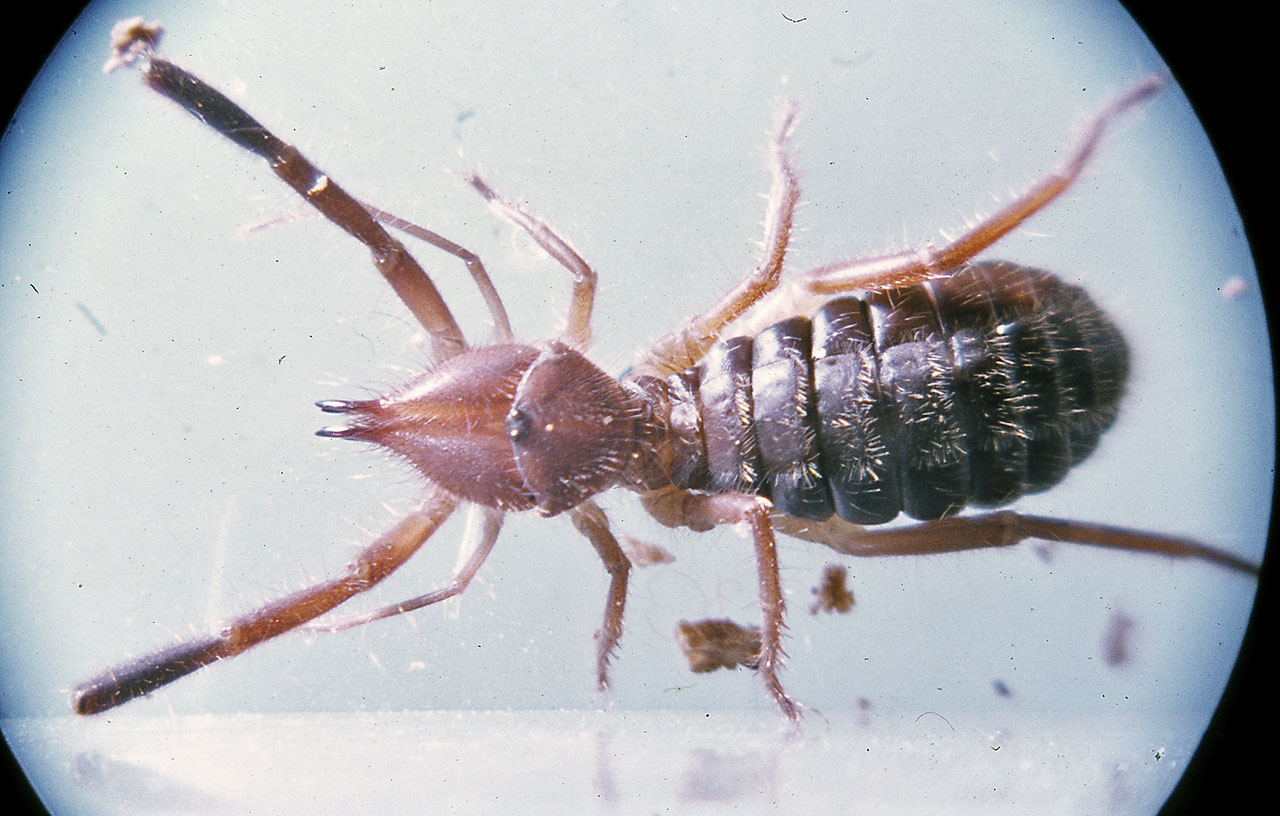
Solífug amb llargs pedipalps
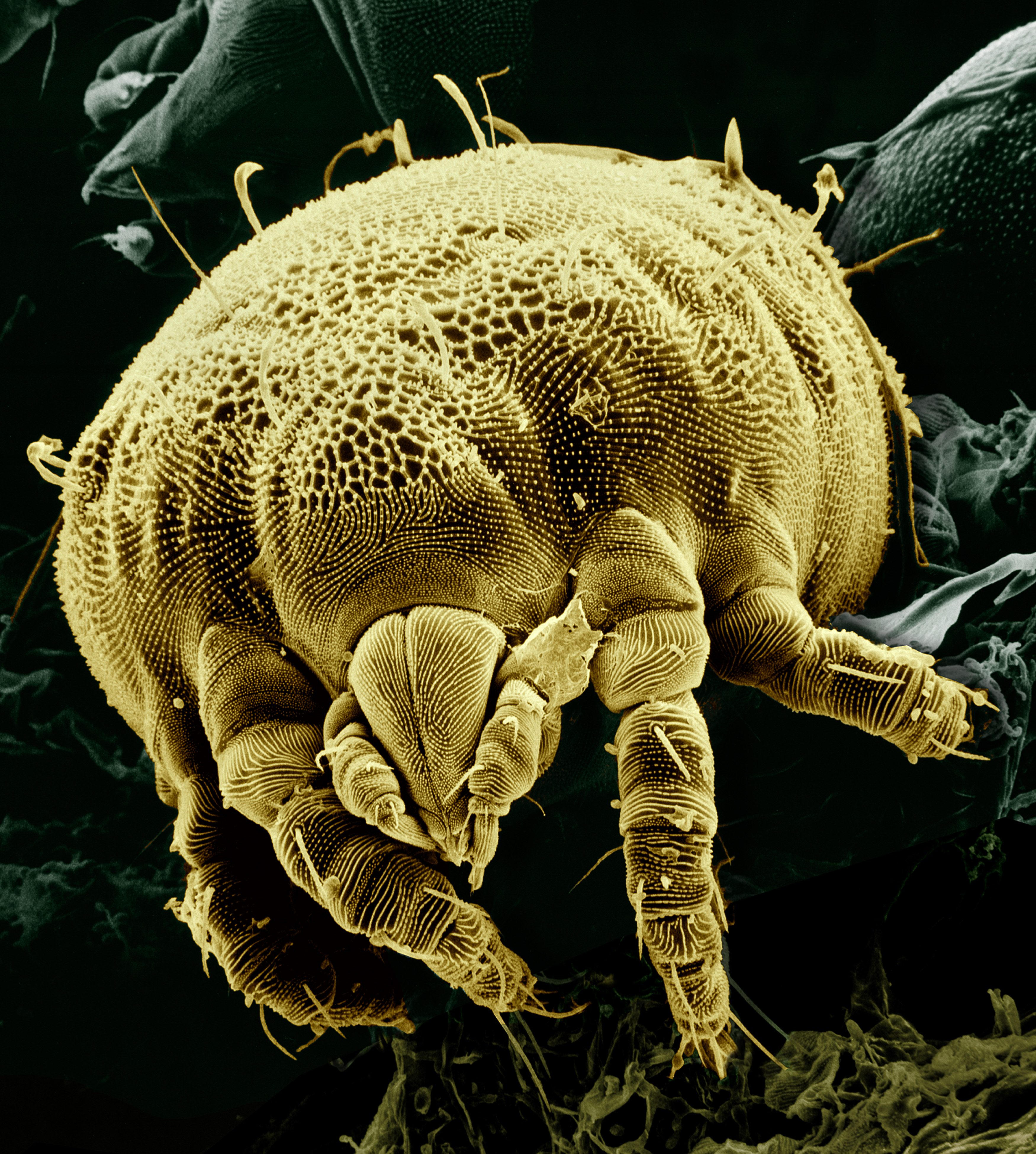
Àcar amb pedipalps curts prop la boca